# Залізомарганцеві родовища та прояви Середнього Побужжя
Залізомарганцеві родовища та прояви Середнього Побужжя
Залізомарганцеві гідроксидні пластоподібні руди зустрічаються як в межах Голованівської СМЗ, так і в межах Білоцерківської СМЗ, де їх розповсюдження контролюється ділянками розвитку кори вивітрювання карбонатних порід (кальцифірів) та скарноїдів хащувато-заваллівської світи бузької серії. На площі аркушу відомо 7 проявів залізо-марганцевих руд залишкового типу, які за умовами утворення, мінеральним складом та морфологією рудних тіл, особливостями локалізації та геологічною будовою ділянок подібні між собою. Провідну роль у контролі рудопроявів зазначеного типу відіграють стратиграфічний та літологічний фактори (наявність карбонатних порід і пов'язаних з ними скарноїдів у складі хащувато-заваллівської світи), а також ступінь збереження латеритного профілю кори вивітрювання. Зони глибинних розломів контролюють лінійні кори вивітрювання, де спостерігається збільшення потужності та довжини рудних покладів.
Рудні тіла проявів, що виявлені, представлено переважно незначними за розмірами пластоподібними покладами, гніздами та лінзами, потужність яких коливається в межах 0,1-2-3 м, іноді понад 10 м. Складені лімоніт-піролюзитовою з гематитом, гетитом та гідрогетитом розсипчастою, землистою масою, подекуди з дрібноконкреційною або бобовою текстурою. Вміст окису марганцю коливається від 3,0 до 32,6 %, загального заліза — від 19,5 до 42,0 %. Взагалі. прояви гідроксидних залізомарганцевих руд вивчені слабо. Лише на деяких з них проведено загальні пошуки з підрахунком прогнозних ресурсів категорії P3
Одним з перспективних об'єктів є Савранський рудопрояв (IV-1-210), розташований в однойменному рудному полі і локалізований у лінійній корі вивітрювання, що контролюється зоною Тальнівського глибинного розлому. Рудний поклад простежено у смузі шириною 50 м на відстань близько 10 км при потужності до 20 м. Зруденіння пов'язане з корою вивітрювання карбонатних та навколоскарнових порід. Руди представлені пухкою землистою, іноді дрібноконкреційною породою лімоніт-піролюзитового з гетитом, зрідка гідрогетитом, складу. Вміст марганцю сягає 6,0 %, концентрація загального заліза становить в середньому 42,0 %. У рудах спостерігається підвищений вміст P2O5 (0,1 0,9 %). Приуроченість зруденіння до тектонічної зони зумовлено, на думку Р. Н. Довганя, метасоматичними процесами, які сприяли надходженню збагачених марганцем та залізом розчинів та їх концентрацію у карбонатних породах — специфічному геохімічному бар'єрі. На рудопрояві проведено загальні пошуки з підрахунком ресурсів категорії P3.